# Johann Wilhelm von Sachsen-Altenburg
Johann Wilhelm von Sachsen-Altenburg (* 13. April 1600 in Torgau; † 2. Dezember 1632 in Brieg) aus dem Haus der ernestinischen Wettiner war Herzog von Sachsen-Altenburg und Herzog von Jülich-Kleve-Berg.

## Leben
Johann Wilhelm war der zweite Sohn des Herzogs Friedrich Wilhelm I. von Sachsen-Weimar (1562–1602) aus dessen zweiter Ehe mit Anna Maria (1575–1643), Tochter des Herzogs Philipp Ludwig von Pfalz-Neuburg.
Nach dem Tod seines Vaters erbte Johann Wilhelm gemeinsam mit seinen Brüdern Johann Philipp, Friedrich und Friedrich Wilhelm das Herzogtum Sachsen-Altenburg. Die Vormundschaft über die Prinzen führten der Kurfürst von Sachsen und deren Onkel Johann; nach dessen Tod 1605 Ersterer allein.
Nach dem Jülich-Klevischen Erbfolgestreit waren die Brüder mit Jülich, Kleve und Berg belehnt worden, waren jedoch lediglich nominell Herzöge und führten das Wappen. 1612 gingen die Brüder zur weiteren Ausbildung an die Universität Leipzig. Im Jahr 1618 wurde der älteste Bruder Johann Philipp mündig und regierte selbstständig. Die Brüder überließen dem Ältesten gegen die Zusicherung eines Leibgedinges zunächst zeitlich begrenzt, in einem späteren Vertrag 1624 schließlich dauernd die Regierung. Mit seinem Bruder Friedrich Wilhelm unternahm Johann Wilhelm seine Kavalierstour nach Italien, Holland, Frankreich, England und Ungarn.
Im Dreißigjährigen Krieg diente Johann Wilhelm als Oberst in kursächsischen Diensten. Im Feldlager vor Brieg starb er an einem Fieber. Er wurde in der Sophienkirche in Dresden bestattet.